# Planococcus (insecto)
Planococcus es un género de insectos de la familia Pseudococcidae o de las cochinillas blancas.

## Taxonomía
Incluye las siguientes especies:
- Planococcus citri
- Planococcus ficus
- Planococcus halli
- Planococcus kraunhiae
- Planococcus lilacinus
- Planococcus minor
- Planococcus nilgiricus
- Planococcus vovae